# Josef Schönbrunner

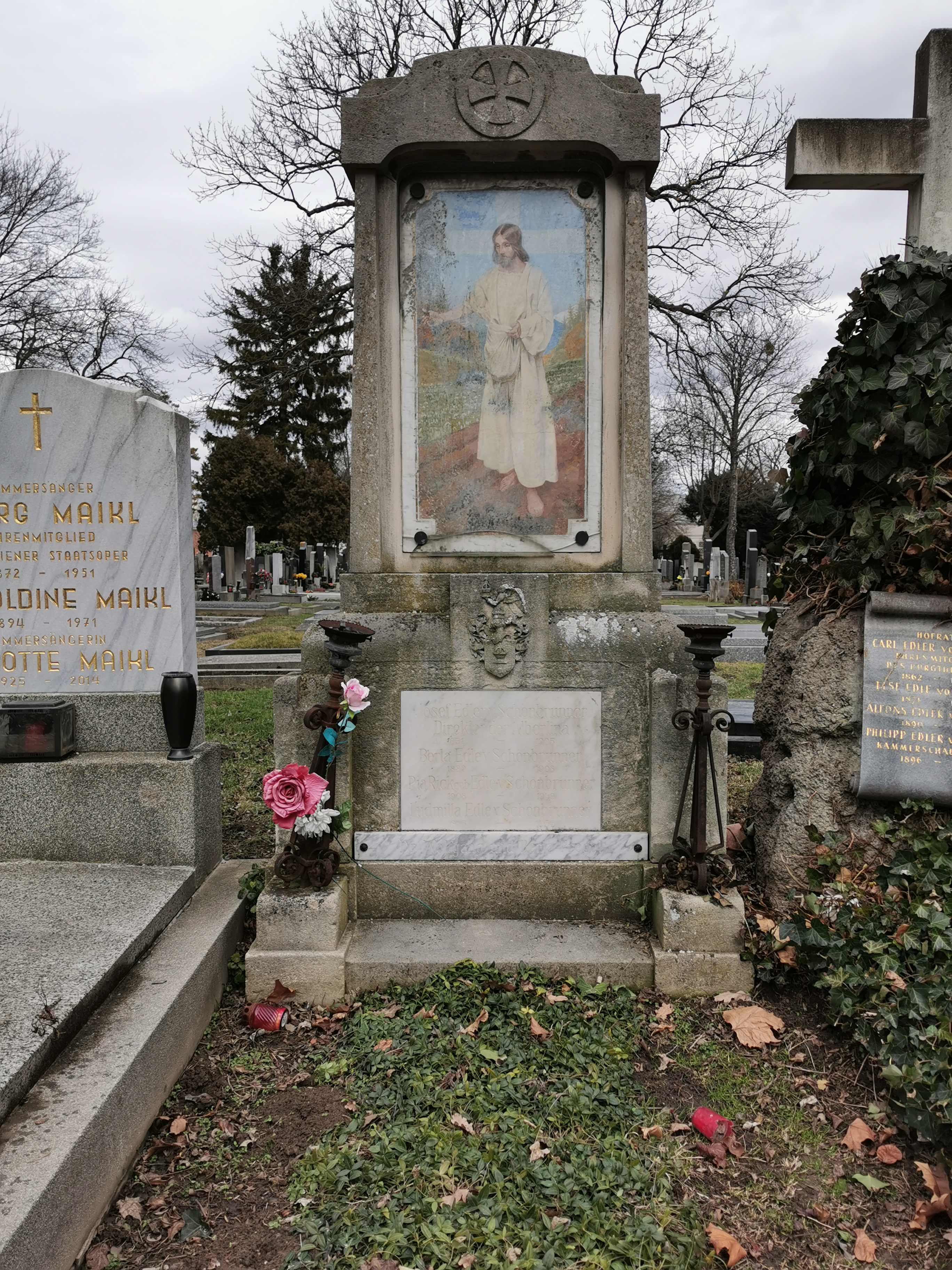
Grabstätte von Schönbrunner auf dem Wiener Zentralfriedhof

Josef  Schönbrunner (ab 1904 Josef von Schönbrunner, * 14. Februar 1831 in Wien; † 2. Dezember 1905 ebenda) war ein österreichischer Maler, Illustrator, Restaurator und Museumsdirektor.

## Leben und Wirken
Josef Schönbrunner war der Sohn des Malers Johann Schönbrunner und Bruder von Karl (1832–1877), Ignaz (1835–1900) und Franz Xaver Schönbrunner (1845–1903), die alle ebenfalls als Maler tätig waren.
Er studierte ab 1844 an der Wiener Kunstakademie bei Josef von Führich, Leopold Kupelwieser und Johann Ender. 1864 begann er seine Tätigkeit an der Albertina in Wien. Zunächst arbeitete er als Offizial, ab 1871 als Kustos, ab 1884 als Inspektor und von 1896 bis zu seinem Tode als Direktor. Schönbrunner war der letzte Künstler als Leiter der Sammlung. Am 1. Mai 1904 wurde er nobilitiert (Josef Edler von Schönbrunner).
Schönbrunner ist auf dem Wiener Zentralfriedhof in Gruppe 33A 5-18 bestattet.

## Veröffentlichungen (Auswahl)
- Die Albertina. Wien 1887 (Digitalisat).
- Biblia pauperum. Facsimile-Reproduction getreu nach dem in der Erzherzoglich Albrecht’schen Kunst-Sammlung „Albertina“ befindlichen Exemplar; mit einer erläuternden historisch-bibliographischen Beschreibung. Wien 1890.
- mit Joseph Meder (Hrsg.): Handzeichnungen alter Meister aus der Albertina und anderen Sammlungen. 12 Bände, Wien 1896–1907 (Digitalisat).
- mit Joseph Meder: Zeichnungen Albrecht Dürers in der Albertina zu Wien. Berlin 1905.

## Künstlerische Werke (Auswahl)
Illustrationen
- Illustrationen zum  „Missale Romanum“, hrsg. von Heinrich Reiss, 1872

Fresken
- Kartons für die Freskenausmalung der Kirche von Cholina, Tschechien, 1892